# 黒羽藩
黒羽藩（くろばねはん）は、下野国那須郡に存在した藩の一つ。藩庁は黒羽陣屋（現在の栃木県大田原市前田）に置かれた。

## 歴史
大関氏は下野の大名・那須氏を支える那須七党の一つであった。
1590年、大関高増は豊臣秀吉の小田原征伐に参陣したため、1万3千石の所領を安堵された。関ヶ原の戦いのとき、大関資増は東軍に与して下野小山に参陣した後、領国に戻って会津の上杉家（西軍）の動きに備えた。その戦功により戦後、徳川家康から7千石を加増され、合計2万石の大名となった。
大関増親のとき、弟の大関増栄、大関増君にそれぞれ1千石を分与したため、1万8千石の大名となった。外様の小藩ながら幕末には15代大関増裕が海軍奉行や若年寄など幕府要職を歴任し、藩政では作新館を開校してスペンサー銃の標準装備など兵装の洋式化を行い軍改革を進めたが、慶応3年（1868年）に死亡した。跡を継いだ16代大関増勤は戊辰戦争に新政府軍方に付いて参戦して三斗小屋攻略や会津戦争などで戦功を挙げ、戦後に永世賞典禄1万5000石を贈与された。明治4年（1871年）、廃藩置県により廃止された。

## 歴代藩主
大関氏
外様　2万石→1万8千石
1. 資増
2. 政増
3. 高増
4. 増親 分知により18,000石
5. 増栄
6. 増恒
7. 増興
8. 増備
9. 増輔
10. 増陽
11. 増業
12. 増儀
13. 増昭
14. 増徳
15. 増裕
16. 増勤

## 黒羽藩の家臣
- 鈴木武助（家老・農政家）
- 三田称平（奉行）
- 滝田勝温（家老）
- 風野五兵衛（家老）
- 益子右近（家老）
- 村上一学（家老）
- 大関弾右衛門（家老）
- 浄法寺図書（城代家老）

## 幕末の領地
- 下野国
  - 芳賀郡のうち - 7村
  - 那須郡のうち - 47村